# Veturilo

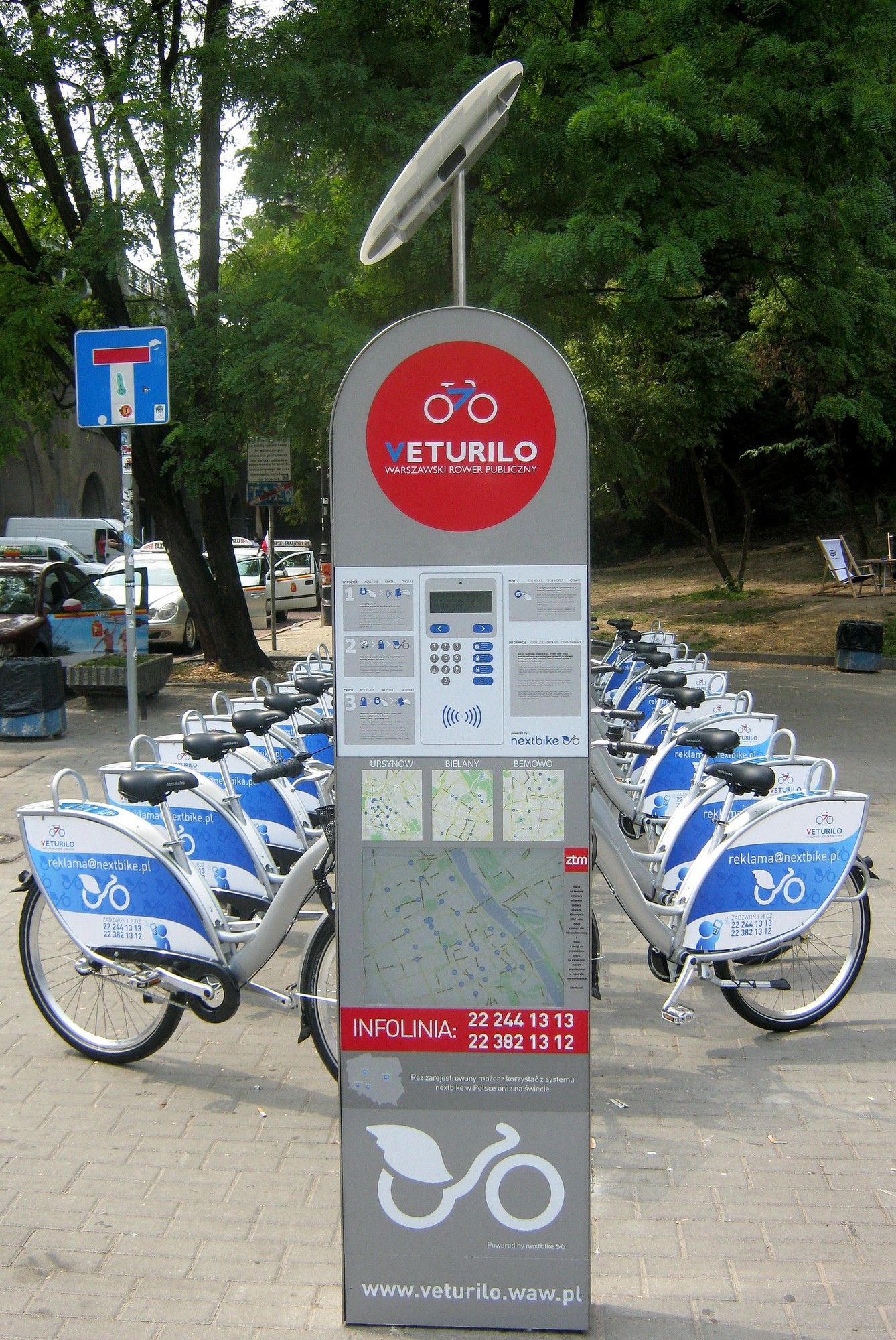
Stacja Veturilo w wersji systemu działającej do 2022 roku

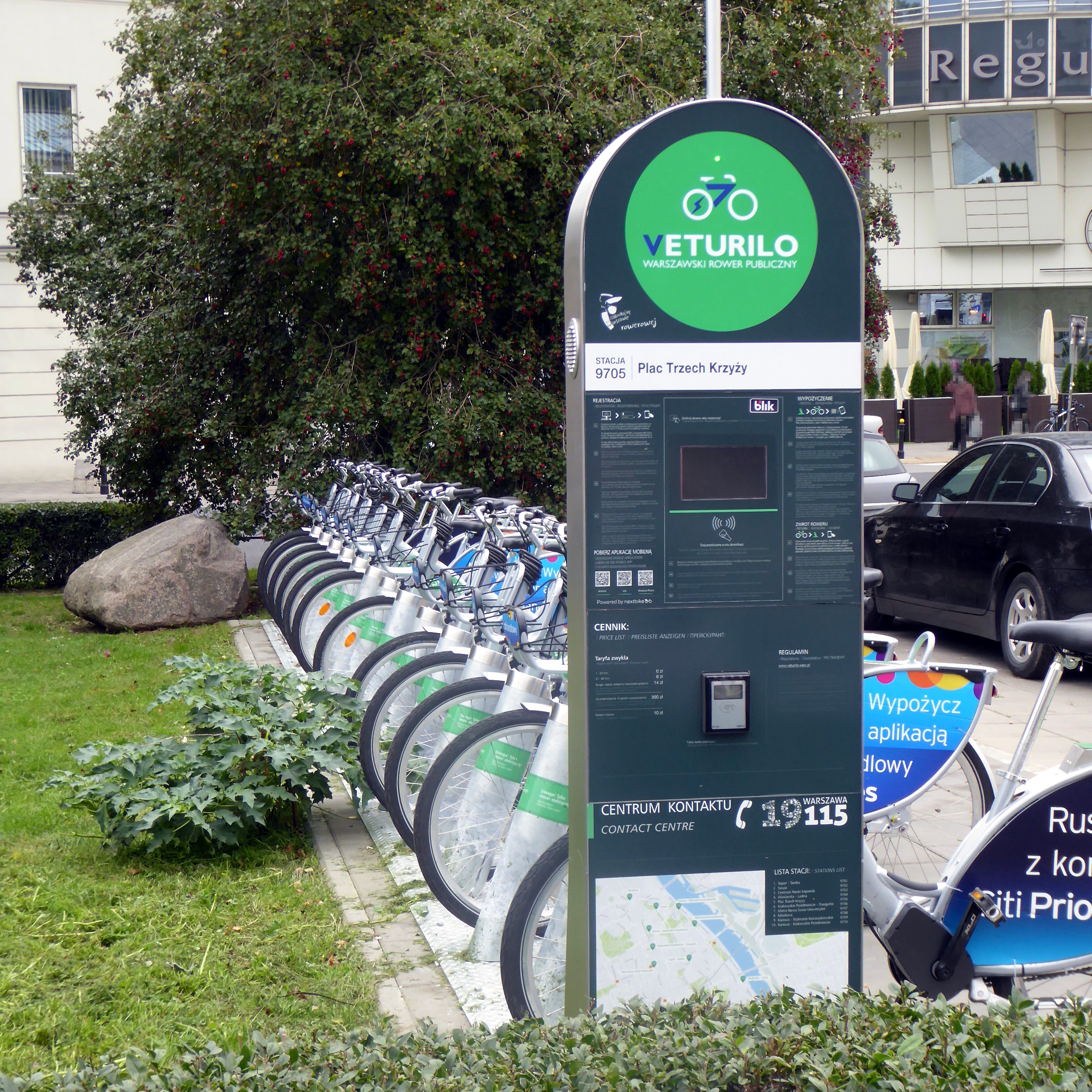
Stacja rowerów elektrycznych Veturilo na placu Trzech Krzyży w wersji systemu działającej do 2022 roku

Veturilo, Warszawski Rower Publiczny – system samoobsługowych wypożyczalni rowerów miejskich, działający w ramach Warszawskiego Transportu Publicznego (WTP), organizowany przez Zarząd Dróg Miejskich (ZDM) w Warszawie od sierpnia 2012. Działa przez 9 miesięcy w roku, od 1 marca do 30 listopada. Do 2015 roku był zarządzany przez Zarząd Transportu Miejskiego (ZTM).

## Historia
Wykonawcą systemu oraz jego operatorem, wybranym w przetargu rozstrzygniętym w kwietniu 2012, zostało konsorcjum Nextbike Polska Sp. z o.o.,  Nextbike GmbH i Mifa Mitteldeutsche Fahrradwerke AG. Umowa z konsorcjum na kwotę ok. 19 mln zł obowiązywała do końca listopada 2016. 
Nextbike jest operatorem wypożyczalni rowerów miejskich m.in. w Niemczech, Austrii, Szwajcarii, Nowej Zelandii, Turcji, Dubaju i na Łotwie, a także we Wrocławiu, Górnośląsko-Zagłębiowskiej Metropolii, Białymstoku, Łodzi i innych polskich miastach. Rejestracja w warszawskim systemie Veturilo umożliwiała korzystanie z rowerów Nextbike w innych miastach na całym świecie (według lokalnych zasad i stawek za wypożyczenie).
System został oficjalnie uruchomiony 1 sierpnia 2012, z około 1000 rowerów i 55 stacjami dokującymi, zlokalizowanymi w Śródmieściu, Ursynowie i Bielanach. Kolejne 2 stacje zostały uruchomione w połowie sierpnia na Wilanowie, a na koniec sezonu funkcjonowało 58 stacji. W 2013 roku Veturilo zostało uruchomione z opóźnieniem (9 kwietnia), spowodowanym przez mróz i opady śniegu, które opóźniły montaż nowych stacji. W momencie uruchomienia było 125 stacji, a do końca sezonu ich liczba wzrosła do 160. W następnych latach system był rozszerzany o kolejne stacje i na początku sezonu 2016 liczył 204 wypożyczalnie (w tym 24 uruchomione na zasadach sponsorskich, głównie przy centrach handlowych i kompleksach biurowych) z ponad 3000 rowerów, a także 10 tandemów oraz 10 rowerków dziecięcych „Veturilko”, przeznaczonych dla dzieci w wieku 4–6 lat. 
W kolejnym przetargu na lata 2017-2020 operatorem systemu została wybrana ponownie firma Nextbike. Wartość kontraktu wyniosła 44,8 mln zł. Miasto płaci operatorowi systemu ponad 11 mln zł rocznie, jednak są miesiące, kiedy wpływy z opłat od użytkowników przewyższają koszty.
Przed sezonem 2017 zainstalowano nowe terminale z ekranem dotykowym, a przy każdej stacji – specjalne pompki. Udostępniono aplikację mobilną, za pomocą której można wypożyczyć rower skanując kod QR lub wpisując numer roweru. Wprowadzono także możliwość doładowania konta (jest aktywne po wpłaceniu 10 zł) bezpośrednio w terminalach. Wprowadzono nowy typ bagażnika, obrotowe dzwonki, szersze siodełka oraz wyższą kierownicę. Stojaki wyposażono w diody pokazujące dostępność roweru. W lipcu 2017 do systemu Veturilo zostało włączonych 50 rowerów napędzanych wałkiem zamiast łańcucha.
W sierpniu 2017 miasto nałożyło na spółkę Nextbike trzecią karę w wysokości 200 tys. zł za niewywiązanie się z umowy zakładającej uruchomienie od 1 czerwca 10 stacji z rowerami elektrycznymi. Elektryczne rowery Veturilo udostępniono 29 sierpnia 2017. Zainstalowane w nich elektryczne silniki pokrywają do 82% wysiłku związanego z jazdą, a bateria umożliwia przejazd od 60 do 130 kilometrów. Wspomaganie elektryczne działa przy prędkości do 25 km/h. Rowery elektryczne mają własną, wyższą taryfę, jednak podobnie jak w przypadku zwykłych rowerów bezpłatne jest pierwsze 20 minut.
W 2018 liczba rowerów wyniosła 5337 (m.in. 5082 standardowych, 100 elektrycznych, 60 dziecięcych i 45 tandemów) a liczba stacji 377 (w tym 335 miejskich i 42 sponsorskie). W 2018 liczba stacji wzrosła do 386. System działał w 17 dzielnicach Warszawy (poza Wesołą). W 2018 był największym tego typu systemem w Europie Środkowo-Wschodniej.
W 2018 rowery wypożyczano 6,44 mln razy, a system miał 785 tys. użytkowników. Średni czas wypożyczenia roweru w 2018 wyniósł 20 minut i 24 sekundy. Z systemu, z różną częstotliwością, korzystało ok. 25% mieszkańców miasta w wieku 15 i więcej lat; 67% oceniło go dobrze.
W 2019 liczba wypożyczeń po raz pierwszy spadła i wyniosła 5,95 mln.
Do końca 2020 roku odnotował 28,8 milionów wypożyczeń, a w samym sezonie 2020 to 3,18 miliona wynajmów. W 2020 Veturilo liczyło blisko 400 stacji, z czego 50 z nich to stacje sponsorskie, czyli sfinansowane przez podmioty prywatne. System składał się z 5,7 tys. rowerów, w tym 60 rowerków dziecięcych, 45 tandemów oraz 110 rowerów elektrycznych. 
Pierwszy przetarg na obsługę systemu na lata 2021–2028 został unieważniony, gdyż jedyna oferta jaka wpłynęła przewyższała budżet zamawiającego. Po czym ogłoszono drugi przetarg na obsługę tymczasową stacji tylko w 2021, który wygrała spółka Nextbike Polska. Tzw. kontrakt pomostowy przewidywał utrzymanie 300 stacji z 4560 rowerami (w tym 100 elektrycznymi i 60 dziecięcymi). Nie powróciło 31 stacji sponsorowanych przez dzielnice oraz, w związku z pandemią COVID-19, część z ok. 50 stacji sponsorowanych przez podmioty prywatne. 
W czerwcu 2022 roku miasto podpisało ze spółką Nextbike GZM umowę na obsługę systemu Veturilo w latach 2023−2028. 1 marca 2023 roku otwarto sezon w nowym systemie. W tym czasie uruchomiono 300 stacji, które od tego roku były zlokalizowane w każdej dzielnicy Warszawy, z 3030 rowerami. W tej wersji systemu rowery nie są przyczepiane do stojaków stacji, a za dodatkową opłatą można je zostawiać przy wybranych stojakach publicznych poza stacjami. Przez cały sezon rowery były wypożyczane niemal 5 mln razy.

## Nazwa
Nazwa Veturilo, oznaczająca w języku esperanto „pojazd, środek transportu”, została wybrana w internetowym głosowaniu na stronach ZTM.

## Kompatybilność z innymi systemami
W 2023 system Veturilo był kompatybilny z 4 systemami w miejscowościach podwarszawskich:
- Piaseczyńskim Rowerem Miejskim w Piasecznie
- Kołem Marek – Rowerem Miejskim w Markach
- Pruszkowskim Rowerem Miejskim w Pruszkowie
- Otwockim Rowerem Miejskim w Otwocku